# لیبرتی تاونشیپ (شهرستان سنکا، اوهایو)
لیبرتی تاونشیپ (به انگلیسی: Liberty Township) یک منطقهٔ مسکونی در ایالات متحده آمریکا است که در شهرستان سنکا، اوهایو واقع شده‌است. لیبرتی تاونشیپ ۹۴٫۲ کیلومتر مربع مساحت و ۲٬۳۴۰ نفر جمعیت دارد و ۲۱۹ متر بالاتر از سطح دریا واقع شده‌است.